# مدير المدرسة
مدير المدرسة (في بعض الأحيان تستخدم مصطلحات أخرى) هو موظف المدرسة الذي يتحمل أكبر مسؤولية عن إدارة المدرسة.